# Harpophyllum friedrichsthalianum
Harpophyllum friedrichsthalianum là một loài Rêu trong họ Hookeriaceae. Loài này được (Reichardt) Cardot mô tả khoa học đầu tiên năm 1913.